# 拟剧论
拟剧论（英語：Dramaturgy）是一种常用于分析微观社会学中人际交往的社會學理论。拟剧论是指将戏剧类比到日常生活中所进行的研究。拟剧论的提出以及代表著作為社會學家厄文·高夫曼於1959年所作的《日常生活中的自我呈現》。高夫曼后来承认他从肯尼斯·伯克的源自莎士比亚的“戏剧主义”中汲取了灵感。該研究指出人在日常生活的不同場合中，會基於文化價值觀、社會禮儀、以及人對彼此的預期，而作出不同的類似於戲劇表演的行為。